# Desmodium venustum
Desmodium venustum är en ärtväxtart som beskrevs av Ernst Gottlieb von Steudel. Desmodium venustum ingår i släktet Desmodium och familjen ärtväxter. Inga underarter finns listade i Catalogue of Life.